# Lenora (balada)
Lenora (Lenore) je balada německého preromatického básníka Gottfrieda Augusta Bürgera napsaná roku 1773 a poprvé vydaná v Gottingenském almanachu múz pro rok 1774 (Göttinger Musenalmanach auf das Jahr 1774). Jde o nejznámější autorovu báseň. Je považována za první německou umělou baladu a po svém vydání se stala vedle Goethovy tragédie Götz von Berlichingen největší literární událostí roku.

## Charakteristika a význam balady
Bürger napsal svou báseň s použitím motivu z anglické lidové balady Sweet William’s Ghost, ve které se ženich se vrátí z onoho světa pro svou milou. Snažil se reagovat na myšlenku filozofa Johanna Gottfrieda Herdera, že prostředky, kterými by Německo mohlo vytvořit vlastní jedinečnou literaturu, by měly spočívat ve sběru lidových písní mezi německými nižšími vrstvami. Proto je balada vytvořena podle zásad platných pro lidovou poezii (názornost, dynamičnost, živost a přirozenost). Hovorovost jazyka je do značné míry podmíněna tím, že Lenora je vyprávěna. Báseň se skládá ze třiceti dvou slok vždy po osmi verších, ve kterých se čtyřstopý jamb střídá se třístopým, což baladu stylizuje do tónu lidové písně. Tomu napomáhá i často používaný paralelismus s onomatopoií, idiomy a refrénovitým opakováním slov i celých spojení.
Balada se snaží odpovědět na otázky předurčenosti osudu a zla ve světě, varuje před rouháním a vyzývá k pokoře. Čas, do něhož je její děj situován, spadá do blíže neurčené doby po sedmileté válce. Je považována za součást gotické literatury 18. století a velice silně ovlivnila vývoj romantismu v literatuře a také rozvoj příběhů o upírech. Byla okamžitě přeložena do řady jazyků a její obsah často sloužil jako námět pro díla jiných autorů.

## Obsah balady

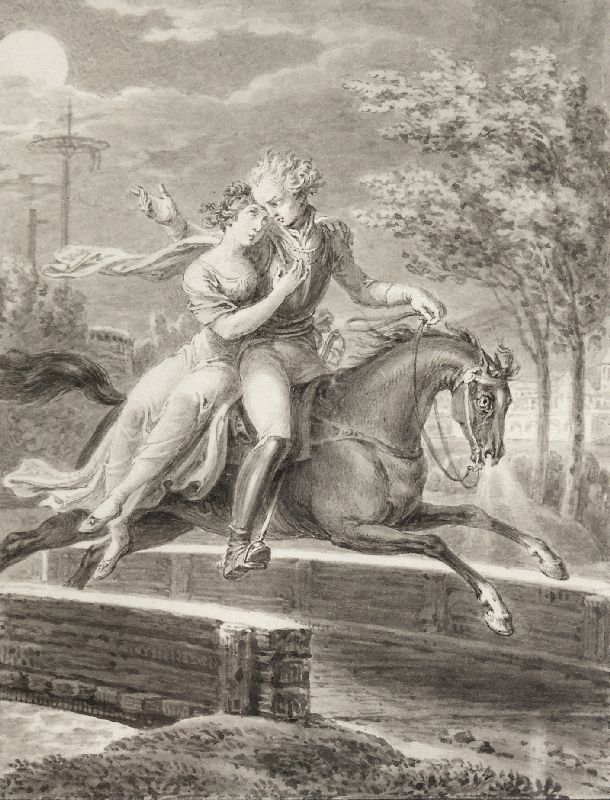
Ilustrace Johanna Davida Schuberta (kolem roku 1800)

Ačkoliv je válka u konce, Lenořin snoubenec Vilém se stále nevrací domů. Lenora tím trpí a obává se, že Vilém je mrtev. Nakonec proklíná všechny a všechno a rouhá se Bohu, že pro ni nic neudělal a že bez Viléma pro ni nemá život cenu.
„Ach, zhasni, svíce života, 
ať pohltí mne temnota! 
Svět i ráj bez Viléma 
už pro mne krásy nemá!"
Lenořina matka se snaží dceru uklidnit, říká jí, že Vilém si možná našel jinou ženu v Uhrách. Nabádá jí, aby se Bohu nerouhala, ale hledala v něm útěchu, a Boha prosí, aby jí odpustil. Lenora však na domluvy matky nedá. 
A pokaždé když zasténá, 
krev zaplaví jí skráně; 
tak spílá, smyslů zbavena, 
prozřetelnosti Páně, 
rukama lomí v bezmoci 
a hruď si rve až do noci, 
kdy hvězdy v zlatém třpytu 
zahoří na blankytu.
Znenadání se ozve zvuk koňských kopyt a tajemný cizinec Lenoře říká, že je Vilém. Ať si k němu přisedne, že je kůň odnese sto mil k jejich svatebnímu loži. Lenora nakonec souhlasí, i když s pochybnostmi, a odjíždí se svým snoubencem. Během noční jízdy děsivou krajinou se setkávají s podivným pohřebním průvodem i s duchy, které Vilém zve na svatbu. To a rychlá jízda vyvolává v Lenoře strach. 
„Máš strach? – Nám luna posvítí!
Hoj, mrtví, ti jsou střelhbití! 
Strach z mrtvých trápí pannu?“ 
„Ne! Nech však mrtvé v Pánu!“ 
Nakonec je Lenora Vilémem přivezena na hřbitov ke svému „svatebnímu loži“, což je hrob a rakev. Zde se Vilém, dávno již mrtvý, změní v kostlivce. Pod koněm se propadne zem a Lenora zde najde smrt jako trest za své rouhání.
Tu hle, hle! Jaká strašná věc! 
Hrůza! V tom okamžení, 
nit co nit, jezdcův kabátec
v práchnivinu se změní
a z hlavy zmizí v jeden ráz 
vlas po vlasu i oblouk řas. 
Najednou před ní chřestí
kostlivec s kosou v pěsti.
Kůň divoce se vypíná, 
z nozder mu srší síra.
Huí! tu náhle hlubina 
pod ním se otevírá. 
Hroby jsou plné jekotu, 
řev tříští mračnou temnotu, 
Lenoře srdce bije, 
už v boji se smrtí je.
Není však vyloučena možnost Lenořiny spásy.
Svou strast nes, mysli ubohá, 
vždy bez reptání na Boha! 
Duši, jež z mrtvých vstane, 
rač pokoj přát, ó Pane.

## Adaptace

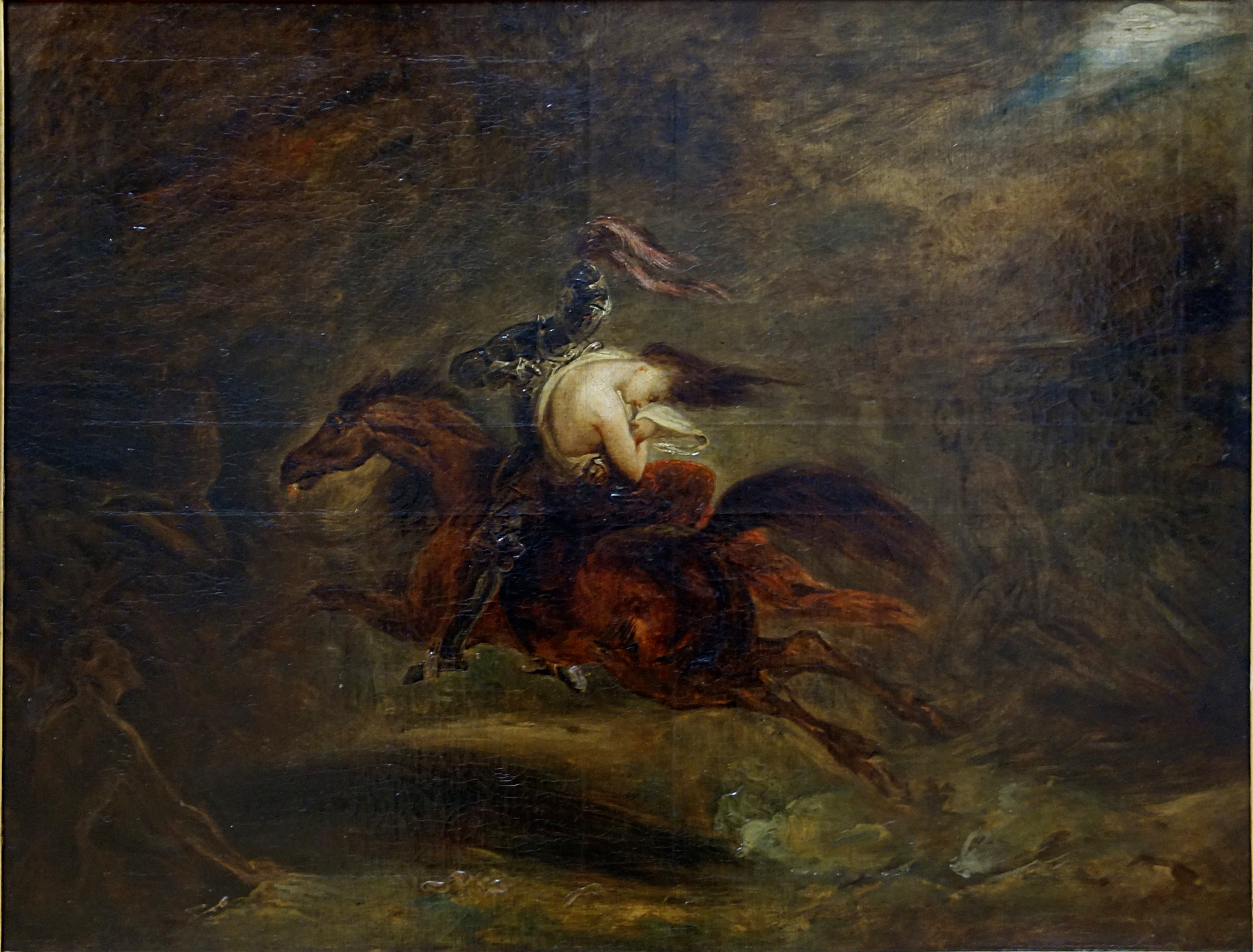
Lenore, obraz Aryho Scheffera

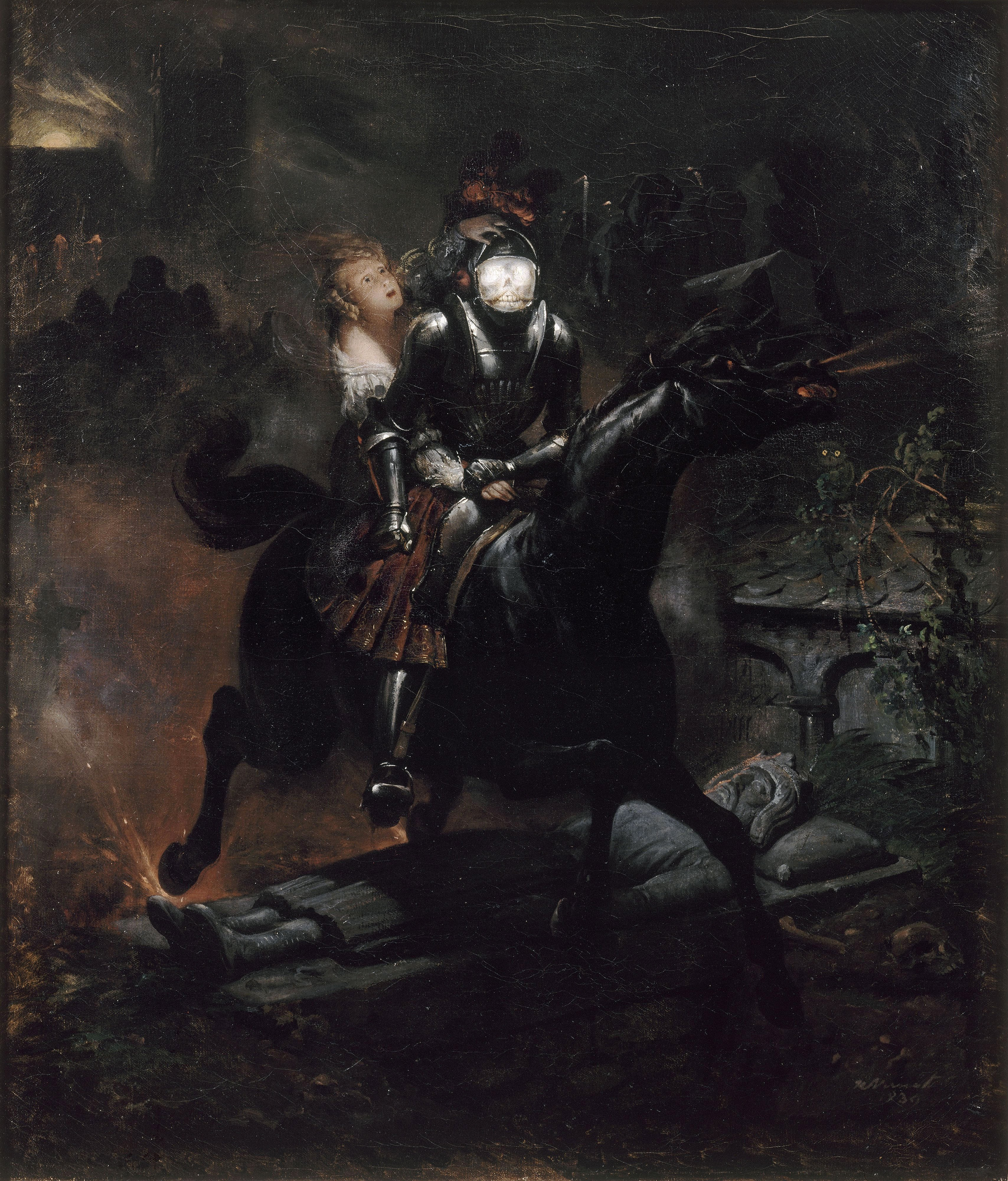
Lénore, obraz Horace Verneta

### Hudba
Již roku 1789 složila rakouská skladatelka Maria Theresia von Paradis baladu pro zpěv a klavír Lenore. V roce 1806 vznikla kantáta českého skladatele Antonína Reichy Lenora a roku 1857 melodram uherského skladatele Ference Liszta Lenore. Symfonii Lenore podle balady složil roku 1872 německý skladatel Joachim Raff a symfonickou báseň roku 1875 francouzský skladatel Henri Duparc a roku 1876 italský skladatel Antonio Smareglia.

### Výtvarné umění
Lenora inspirovala k vlastní tvorbě celou řadu výtvarných umělců, jako například německého malíře Carla Oesterleyho, polského malíře a grafika Daniela Chodowieckiho, nizozemsko-francouzského malíře Aryho Scheffera, německého malíře Johanna Davida Schuberta,, francouzského malíře a grafika Horace Verneta, německého malíře Georga Emanuela Opize, anglického malíře a básníka Williama Blakea nebo německého malíře Franka Kirchbachra.

## České překlady
První český překlad balady pod názvem Lenka je od Josefa Jungmanna, který jej vydal časopisecky roku 1806 v Hlasateli českém. Druhé vydání upraveného překladu již pod názvem Lenora je obsaženo v Macháčkově Krasořečníku z roku 1823, třetí v Josefa Jungmanna Sebraných drobných spisech veršem i prosou z roku 1843 a čtvrté v Josefa Jungmanna Sebraných drobných spisech veršem i prosou II. z roku 1873. V druhém svazku Jungmannových překladů z roku 1958 je uvedena první varianta překladu Lenka.
Roku 1964 vyšel v knize Balady nový překlad Lenory od Jindřicha Pokorného.